# WGNO
WGNO est une station de télévision américaine située à La Nouvelle-Orléans (Louisiane) appartenant à Nexstar Media Group et affiliée au réseau ABC.

## Télévision numérique terrestre
| Canal virtuel | Image | Aspect | Programmation                       |
| ------------- | ----- | ------ | ----------------------------------- |
| 26.1          | 720p  | 16:9   | Programmation principale WGNO / ABC |
| 26.2          | 480i  | 4:3    | Antenna TV                          |
| 26.3          | 480i  | 16:9   | Rewind TV (en)                      |
| 26.4          | 480i  | 16:9   | TBD (en)                            |